# Alexis Guérin
Pour les articles homonymes, voir Guérin.
Alexis Guérin, né le 6 juin 1992 à Libourne, est un coureur cycliste français. Son palmarès comprend plusieurs succès obtenus sur des courses inscrites au calendrier de l'UCI Europe Tour.

## Biographie

### Débuts cyclistes et carrière chez les amateurs

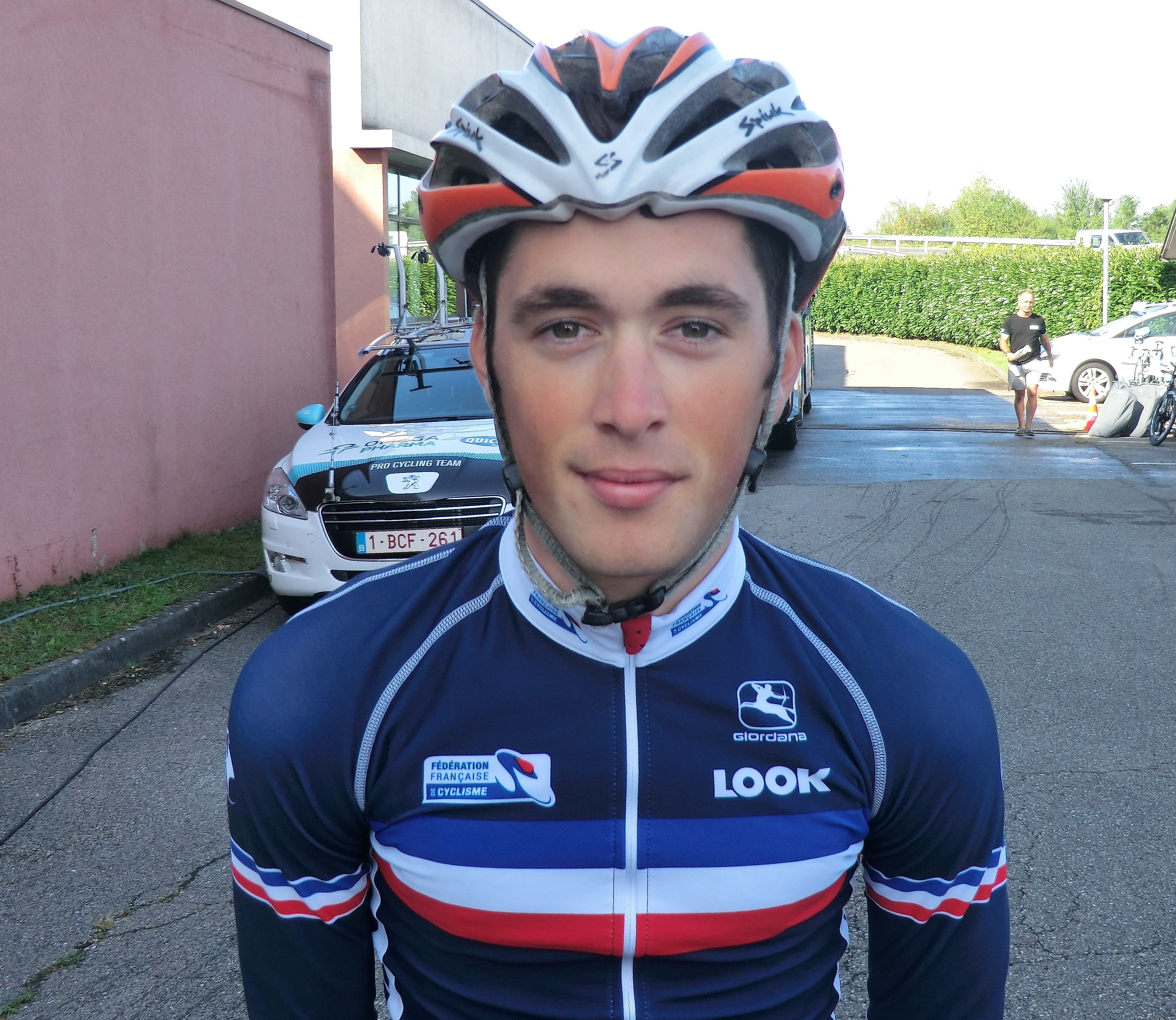
A. Guérin vêtu du maillot de l'équipe de France espoirs de cyclisme sur route.

Alexis Guérin est né le 6 juin 1992 à Libourne, en Gironde. Il commence le cyclisme en 2007 à l'US Rauzan où il court pendant 4 ans, et obtient notamment quatre victoires chez les juniors,.
En 2011, il change de club et évolue sous les couleurs du CC Marmande 47. Au premier semestre, il remporte le titre de titre de champion d’Aquitaine espoirs, se classe troisième du Trophée des Bastides et participe pour la première fois de sa carrière aux championnats de France de cyclisme amateurs qui se déroulent à Boulogne-sur-Mer dans le Pas-de-Calais. Plus tard dans la saison, il s'adjuge une étape du Tour d'Auvergne devant le futur professionnel Yannick Martinez et se classe septième de la course en ligne des championnats de France Espoirs.
Il s'engage avec l'Entente Sud Gascogne dirigée par Dominique Arnaud L'année suivante,. Il obtient de bons résultats au cours de cette saison et gagne la deuxième étape de la Ronde de l'Isard d'Ariège, une course inscrite au calendrier de l'UCI Europe Tour, ainsi que la Prueba Alsasua en Espagne et une étape du Tour Val de Saintonge. Outre ces victoires, il décroche de nombreuses places d'honneur et glane notamment une médaille d'argent lors du championnat de France du contre-la-montre espoirs où il ne concède que vingt-quatre secondes au vainqueur, le coureur professionnel breton Johan Le Bon. Il fait également son entrée en équipe de France espoirs de cyclisme sur route à l'occasion du Tour de Toscane.
Alexis Guérin confirme en 2013 les bons résultats obtenus l'année précédente. Il gagne le contre-la-montre du Tour de Mareuil-Verteillac-Ribérac et obtient de jolis accessits sur des courses importantes du calendrier français. Il se classe notamment deuxième du Tour des Landes, troisième de la course espoirs du Chrono des Nations-Les Herbiers-Vendée derrière Ryan Mullen et Bruno Armirail, quatrième du Kreiz Breizh Elites (où il termine aussi deuxième d'une étape et du classement du meilleur jeune) et cinquième du championnat de France du contre la montre dans la catégorie espoirs. Il participe également au Tour de l'Ain et aux championnats d'Europe de cyclisme sur route (il s'adjuge la sixième place du contre-la-montre de cette compétition) avec l’équipe de France espoirs.

### Première expérience chez les professionnels

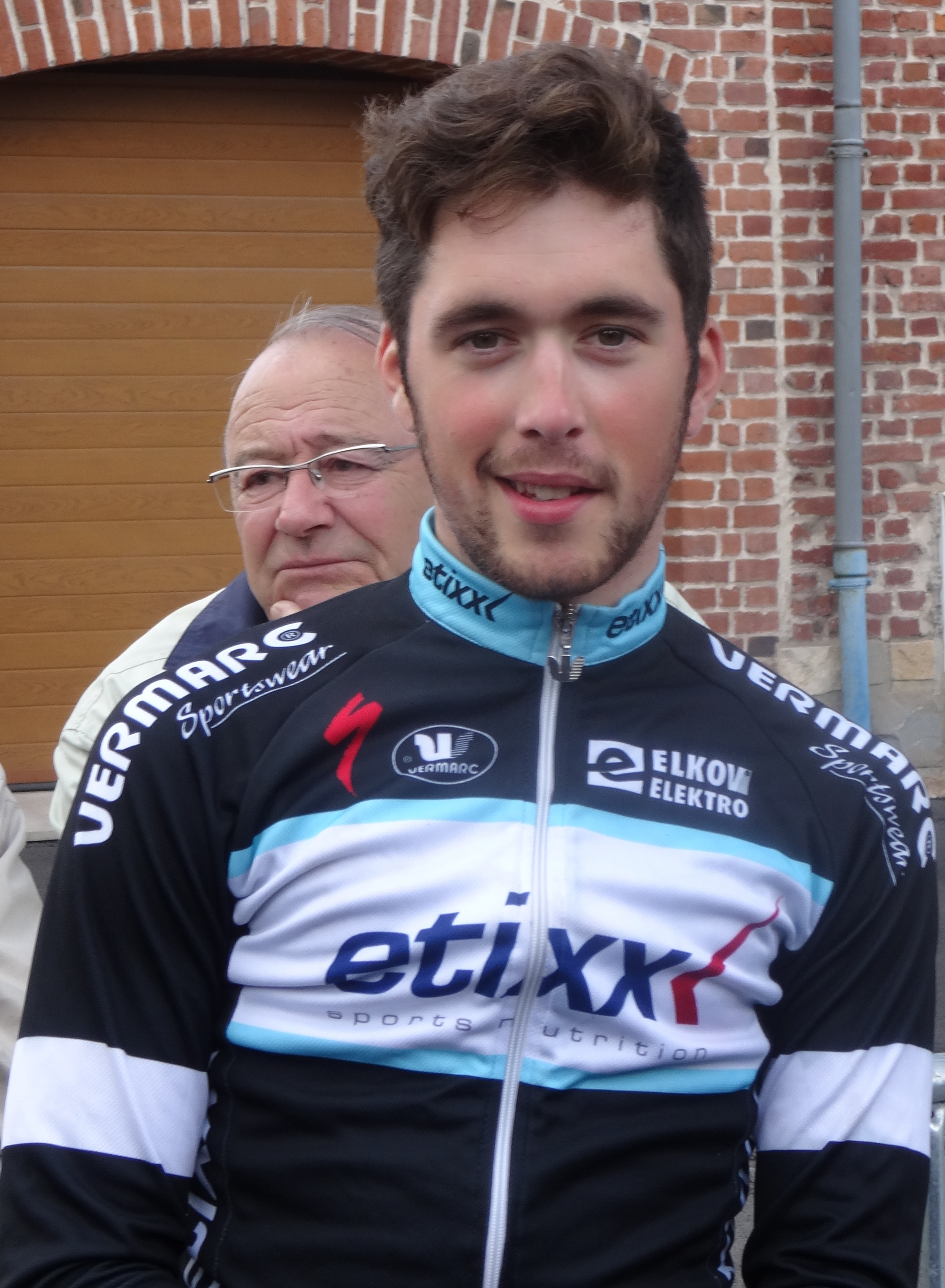
Alexis Guérin au départ de la première étape de Paris-Arras Tour en 2014.

Ses bonnes performances de l'année 2013 permettent à Alexis Guérin de signer un contrat de stagiaire avec l'équipe FDJ.fr au mois d'août. Il participe à différentes épreuves comme le Tour du Doubs, les Grand Prix de Wallonie et de la Somme ainsi qu'à l'Eurométropole Tour (où il aide Arnaud Démare lors des sprints intermédiaires) avec la formation  française. S'il s'estime satisfait de l'expérience, il n'obtient pas de contrat professionnel avec  cette équipe mais s'engage avec l'équipe continentale Etixx pour l'année suivante,.
En 2014, et pour sa première saison complète à ce niveau, il gagne une étape et le classement général du Tour de Vysočina. Il engrange également de nombreuses places d'honneur sur des courses comme le Tour de Bretagne où il termine quatrième ainsi que le championnat de France du contre la montre espoirs qu'il boucle en cinquième position. Ces débuts chez les professionnels lui permettent également de découvrir de nouvelles compétitions comme le Tour de Normandie, le Circuit des Ardennes ou encore Liège-Bastogne-Liège Espoirs. Au cours de l'été, il participe une nouvelle fois au championnat d'Europe du contre-la-montre avec l’équipe de France espoirs. Il n'est, par contre, pas retenu par le sélectionneur français pour disputer le Tour de l'Avenir et les championnats du monde sur route ce qui constitue une déception pour le coureur natif de Libourne. En fin de saison, il renouvelle son contrat avec la formation Etixx rebaptisée AWT-Greenway à la suite d'un changement de sponsor. Il est le seul coureur de l'équipe à être conservé dans l'effectif avec l'Espagnol Álvaro Cuadros Morata.
En 2015, il s'adjuge le classement général et la troisième étape du Okolo Jižních Čech, une compétition disputée en Tchéquie. Il ne remporte aucune autre course durant la saison mais termine tout de même cinquième puis sixième d'une étape du Tour de Bretagne et du Tour d'Alsace. Il s'engage avec le GSC Blagnac Vélo Sport 31 à la fin de l'année et quitte le peloton professionnel.

### Le retour chez les amateurs
Il court sous les couleurs du GSC Blagnac Vélo Sport 31 en 2016 puis sous celle du VC Rouen 76 en 2017. Au cours de ces deux années, il réalise quelques bonnes performances sur des épreuves inscrites au calendrier de l'UCI Europe Tour. Il gagne notamment une étape du Tour de Savoie Mont-Blanc et une du Kreiz Breizh Elites. Il se classe également septième et huitième du classement général de cette course disputée en Bretagne. Il s'adjuge aussi la quatrième place du Grand Prix des Marbriers et la huitième de Paris-Chauny. Il glane également plusieurs victoires sur d'autres épreuves et remporte les Grand Prix de Perissac et du Muguet à Chambois ainsi qu'une étape du Tour de Côte-d'Or. Il multiplie mêmement les places d'honneur au cours de la période et s'offre un nouveau podium lors du championnat de France sur route amateur.
Un temps annoncé comme recrue de l'équipe Delko-Marseille Provence-KTM en 2018, Alexis Guérin ne rejoint finalement pas cette formation en raison de problèmes personnels et annonce qu'il met sa carrière en suspens. Un mois plus tard, il décide de s'engager en faveur des Girondins de Bordeaux. Il gagne le Grand Prix de Chasseneuil-du-Poitou ainsi que la Nocturne du Bouscat au premier semestre et devient vice-champion de Nouvelle-Aquitaine avec le club bordelais. Il rallie finalement Delko-Marseille Provence-KTM à la fin du mois de juin et effectue son retour chez les professionnels à cette occasion.

### Deuxième expérience chez les professionnels

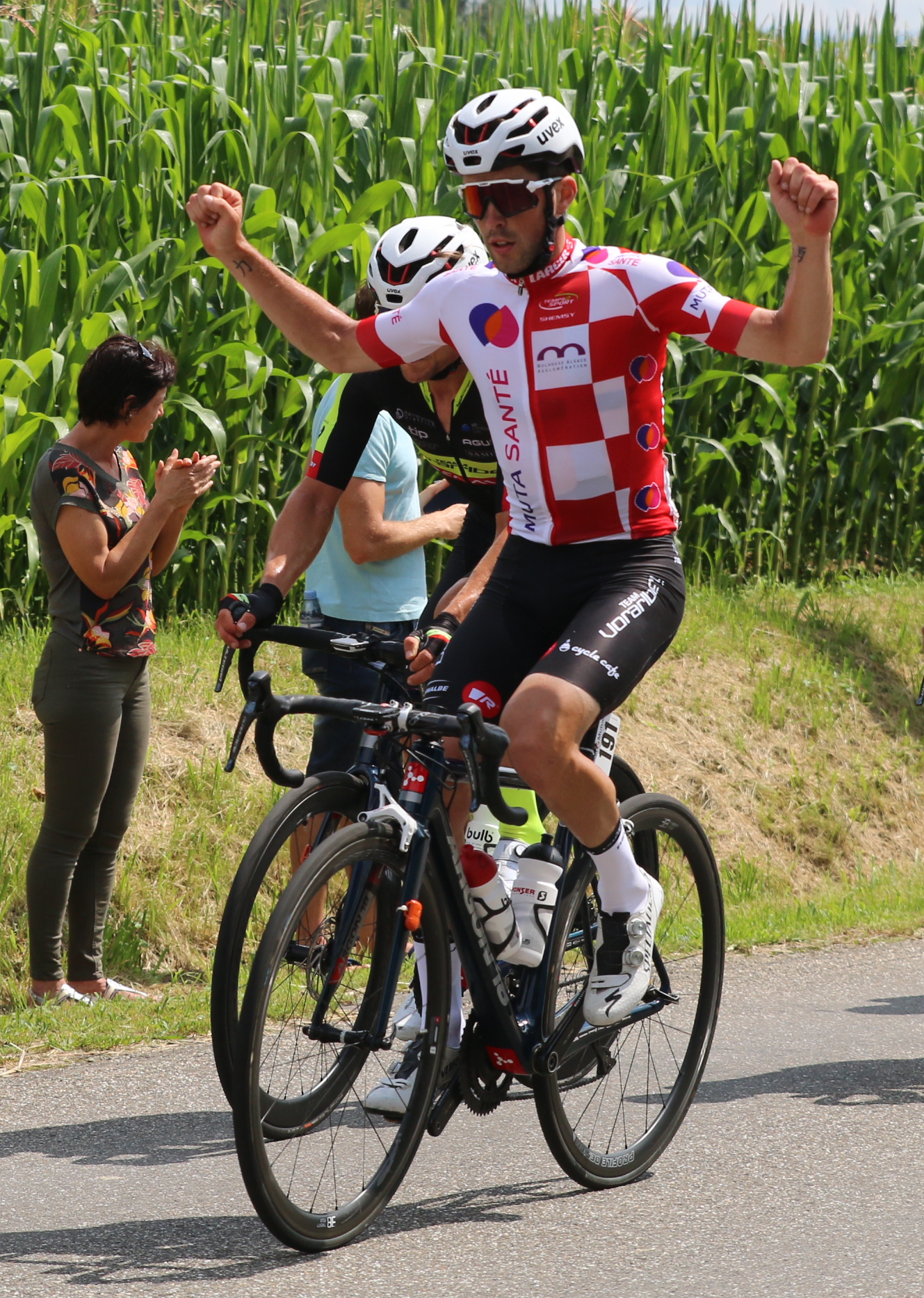
A Guérin au Tour Alsace 2021

Au deuxième semestre 2018, il participe à des compétitions disputées en Asie comme le Tour de Hainan et celui du lac Qinghai ainsi qu'à plusieurs courses inscrites au calendrier de l'UCI Europe Tour avec l'équipe continentale professionnelle française. En fin d'année, il s'adjuge la cinquième place du Tour de Vendée.
En 2019, il obtient son meilleur résultat de la saison lors du Tour de Croatie qu'il termine en sixième position à une minute et neuf secondes d'Adam Yates, le vainqueur de cette compétition par étapes. Il se classe également huitième du Mémorial Marco Pantani après avoir été en tête de la course jusqu'à cinq cent mètres de la ligne d'arrivée. Au cours de l'année, il est aussi seizième de la Polynormande, dix-septième du Tour Poitou-Charentes en Nouvelle-Aquitaine et dix-huitième du Chrono des Nations-Les Herbiers-Vendée à la fin du mois d'octobre. Malgré ces performances son contrat avec la formation Delko-Marseille Provence-KTM n'est pas reconduit en fin de saison. Il trouve refuge au sein de l'équipe continentale autrichienne Vorarlberg-Santic avec laquelle il s'engage pour un an afin de poursuivre sa carrière professionnelle.
Pour ses débuts sous ses nouvelles couleurs, il se classe quatrième du Tour international de Rhodes en mars. Toutefois, la pandémie de Covid-19 qui sévit dans le monde et l’annulation des compétitions qui en découle ne lui permettent pas d'obtenir d'autres résultats significatifs au premier semestre 2020. En août, il termine deuxième du Tour de Savoie Mont-Blanc derrière Pierre Rolland. Il se classe également deuxième du Tour du Frioul-Vénétie Julienne et septième du Tour de Hongrie en septembre. Satisfaite de ces prestations, la direction de l'équipe continentale Vorarlberg-Santic prolonge son contrat en fin d'année.
Alexis Guérin se classe deuxième de la Ronde du Pays basque et porte le maillot de meilleur grimpeur de l'Istrian Spring Trophy pendant une journée au premier trimestre 2021. En juin, il remporte la dernière étape et le classement général du Tour de Haute-Autriche. Le même mois, il termine dixième de la course en ligne du championnat de France de cyclisme sur route après avoir été échappé pendant plus de deux cents kilomètres. Toujours en forme au cours de l'été, il s'adjuge la deuxième étape du Sibiu Cycling Tour devant l'espoir italien Giovanni Aleotti et l'ancien vainqueur du Tour d'Espagne Fabio Aru. Il gagne également le classement du meilleur grimpeur du Tour Alsace et la dernière étape du Tour de Savoie Mont-Blanc après avoir porté le maillot de leader de cette course pendant une journée. En fin de saison, il termine dixième de la CRO Race et seizième du Tour de Vendée.
À l'exception d'un modeste critérium organisé à Schönberg en Bavière, Alexis Guérin ne remporte aucune course au premier semestre 2022. Il obtient cependant plusieurs accessits au cours de la période. Il termine notamment troisième du classement général du South Aegean Tour et du Tour international de Rhodes en début de saison puis deuxième du Tour de Haute-Autriche au mois de juin. Il renoue avec la victoire au cours de l'été et s'adjuge la "Matthieu Ladagnous" une épreuve cyclo-sportive organisée en l'honneur du coureur de la formation Groupama-FDJ au mois de juillet. Le mois suivant, il gagne la quatrième et dernière étape du Sazka Tour devant Michael Kukrle et Lorenzo Rota. Plus tard dans la saison, il remporte le classement de meilleur grimpeur de la CRO Race et du Tour de Bulgarie, une course où il termine également deuxième du classement général. En octobre, il change d'équipe et s'engage pour la saison 2023 avec l'équipe ProTeam belge Bingoal Pauwels Sauces WB.
Au sein de sa nouvelle formation, Alexis Guérin se classe septième de la Tropicale Amissa Bongo en janvier et remporte en mars la quatrième étape de la Semaine internationale Coppi et Bartali, au terme d'une échappée solitaire de plus de 90 kilomètres. Il s'adjuge également le classement de la montagne de cette course puis celui du Tour de Sicile quelques semaines plus tard. Au cours de la période, il participe également à ses deux premiers monuments, le Tour des Flandres qu'il ne termine pas et Liège-Bastogne-Liège. En juin, il subit une fracture de la clavicule gauche à la suite d'une chute lors d'un entraînement. Il reprend la compétition au mois d'août à l’occasion du Sazka Tour où il abandonne lors de la dernière étape. Il participe ensuite à différentes courses dont la Bretagne Classic qu’il finit en vingt-et-unième position, l'Arctic Race of Norway ou encore le Tour de Luxembourg. Il termine sa saison au Tour de Turquie dont il s'adjuge la huitième place du classement général final.
En 2024, il rejoint l'équipe continentale belge Philippe Wagner-Bazin dirigée par Geoffrey Coupé. Il commence sa saison au Grand Prix La Marseillaise qu'il termine à une anonyme soixante-huitième place puis participe au Tour de la Provence où il se signale par une longue échappée lors de la première étape. En mars, il remporte le Grand Prix de Saint-Étienne Loire au sprint devant Clément Izquierdo et le Suisse Noah Bögli. Un mois plus tard, il gagne la deuxième étape du Tour de Bretagne à la suite d'une échappée en solitaire de plus de trente kilomètres. Ce succès lui permet de s'emparer du maillot de leader du classement général de la course qu’il cède le lendemain au jeune espoir Jakob Söderqvist. Il s'accorde ensuite une période de repos après avoir terminé vingt-quatrième des Quatre jours de Dunkerque et s'être adjugé le classement du meilleur grimpeur du Tour de la Mirabelle. En juin, Alexis Guérin rallie en vainqueur la ligne d'arrivée de la Quebrantahuesos, la plus grande épreuve cyclotouriste transfrontalière d’Europe, il bat à cette occasion le record de la course établi l'année précédente par le champion espagnol Alejandro Valverde. Au deuxième semestre, il remporte le classement des grimpeurs du Tour du Limousin-Périgord-Nouvelle-Aquitaine devant Mirco Maestri.
Il s’engage avec l'équipe continentale portugaise Anicolor-Tien 21 en  2025. Sous ses nouvelles couleurs, il gagne la Classica Aldeias do Xisto puis se classe troisième du Tour des Asturies derrière Marc Soler et Txomin Juaristi au mois d'avril. En mai, il remporte le classement général et la dernière étape du  Grand Prix Beiras et Serra da Estrela.

## Palmarès et classements mondiaux

### Palmarès sur route
| - 2010 - 2e du championnat de Gironde sur route juniors - 3e du championnat d'Aquitaine sur route juniors - 2011 - Champion d'Aquitaine sur route espoirs - 2e étape du Tour d'Auvergne - Prix du Comité des fêtes de La Fleix 24 - 2e du Grand Prix de Valence-sur-Baïse - 3e du Trophée des Bastides - 3e du Loire-Atlantique Espoirs - 3e de la Classique de Sauveterre-de-Béarn - 2012 - 2e étape de la Ronde de l'Isard d'Ariège - Prueba Alsasua - 2e étape du Tour Val de Saintonge - 2e du Circuit des Vins du Blayais - 2e du Trophée des Châteaux aux Milandes - 2e du championnat de France du contre-la-montre espoirs - 3e du Tour Val de Saintonge - 3e du Chrono des Nations-Les Herbiers-Vendée espoirs - 2013 - 3e étape du Tour de Mareuil-Verteillac-Ribérac (contre-la-montre) - 2e étape du Tour des Landes (contre-la-montre par équipes) - 2e du Tour des Landes - 3e du Chrono des Nations-Les Herbiers-Vendée espoirs - 3e du Prix National d’Eyliac - 2014 - Tour de Vysočina : - Classement général - 4e étape - 2015 - Okolo Jižních Čech : - Classement général - 3e étape - 2016 - 1re étape du Tour de Savoie Mont-Blanc - Grand Prix de Périssac - 2e du Grand Prix d'ouverture Pierre Pinel - 2017 - Grand Prix du Muguet à Chambois - 3e étape du Kreiz Breizh Elites - 1re étape du Tour de Côte-d'Or - 2e du Grand Prix de Saint-Hilaire-du-Harcouët - 2e du Prix des Grandes-Ventes - 2e du Tour de la Manche - 2e du Grand Prix de Fougères - 3e du championnat de France sur route amateur - 3e du Grand Prix de Luneray - 3e du Tour d'Auvergne - 3e du Prix de la Saint-Laurent - 3e du Tour de Côte-d'Or | - 2018 - Nocturne du Bouscat - Grand Prix de Chasseneuil-du-Poitou - 2e du championnat de Nouvelle-Aquitaine - 3e du Circuit des Vignes - 2020 - 2e du Tour du Frioul-Vénétie Julienne - 2e du Tour de Savoie Mont-Blanc - 2021 - Tour de Haute-Autriche : - Classement général - 3e étape - 2e étape du Sibiu Cycling Tour - 4e étape du Tour de Savoie Mont-Blanc - 2e de la Ronde du Pays basque - 2022 - 4e étape du Sazka Tour - 2e du Tour de Haute-Autriche - 2e du Tour de Bulgarie - 2e d'In the footsteps of the Romans - 3e du South Aegean Tour - 3e du Tour international de Rhodes - 2023 - 4e étape de la Semaine internationale Coppi et Bartali - 2024 - Grand Prix de Saint-Étienne Loire - 2e étape du Tour de Bretagne - 2025 - Classica Aldeias do Xisto - Grand Prix Beiras et Serra da Estrela : - Classement général - 3e étape - Grand Prix international de Torres Vedras-Trophée Joaquim-Agostinho - 2e du Tour du Portugal - 3e du Tour des Asturies |  |

### Classements mondiaux
| Année                                 | 2012 | 2013 | 2014 | 2015 | 2016  | 2017  | 2018  | 2019 | 2020 | 2021 | 2022 | 2023 | 2024 |
| ------------------------------------- | ---- | ---- | ---- | ---- | ----- | ----- | ----- | ---- | ---- | ---- | ---- | ---- | ---- |
| Classement mondial                    |      |      |      |      | 1879e | 1360e | 1139e | 725e | 326e | 383e | 373e | 662e | 827e |
| UCI Europe Tour                       | 760e | 573e | 452e | nc   | 1244e | 884e  | 758e  | 531e | 270e | 316e | 300e | nc   | nc   |
| UCI Asia Tour                         | nc   | nc   | nc   | nc   | nc    | nc    | 478e  |      |      |      |      |      |      |
|                                       |      |      |      |      |       |       |       |      |      |      |      |      |      |
| Légende : nc = non classéSource : UCI |      |      |      |      |       |       |       |      |      |      |      |      |      |